# Нейротехнологии
Нейротехноло́гии — это любые технологии, которые оказывают фундаментальное влияние на то, как люди понимают мозг и различные аспекты сознания, мыслительной деятельности, высших психических функций. Включают в себя также технологии, которые позволяют исследователям и врачам визуализировать мозг, и предназначены для улучшения и исправления функций мозга.

## Основные положения
Отрасль нейротехнологий насчитывает полувековой возраст, однако своей зрелости достигла только в последние 20 лет. Ключевым событием стало появление нейровизуализации, которая позволила учёным наблюдать работу мозга прямо во время экспериментов. Нейротехнологии оказали существенное влияние на общество, хотя их присутствие является настолько незаметным, что немногие замечают их вездесущность. От фармацевтических препаратов до сканирования мозга, нейротехнологии прямо или косвенно затрагивают почти всё население развитых стран, будь то препараты от депрессии, бессонницы, cиндрома дефицита внимания и гиперактивности, антиневротические средства или сканирование на наличие рака, восстановление после инсульта и многое другое.
По мере развития отрасли она позволит обществу контролировать и использовать многие из возможностей мозга, влияющих на личность и образ жизни. Довольно распространённые технологии уже пытаются делать это; игры вроде Brain Age и программы типа Fast ForWord, целью которых является улучшение функций мозга, принадлежат к разряду нейротехнологий.
В настоящее время наука способна изобразить почти все аспекты строения и функционирования мозга. Это помогает контролировать депрессию, гиперактивность, бессонницу и многое другое. В терапии это может помочь жертвам инсульта в улучшении координации движений, может способствовать улучшению функционирования мозга, снижению числа приступов эпилепсии, может помочь пациентам с расстройствами двигательных функций (болезни Паркинсона, Хантингтона, БАС) и даже помогает облегчить фантомную боль. Достижения в области нейротехнологий обещают множество новых методов реабилитации больных, испытывающих неврологические проблемы. Нейротехнологическая революция вызвала к жизни инициативу Десятилетие мышления, стартовавшую в 2007 году. Также она даёт возможность выявить механизмы, посредством которых в мозге рождаются разум и сознание.

## Современные технологии

### Визуализация
Магнитно-резонансная томография (МРТ) применяется для сканирования топологических и знаковых структур мозга, а также для визуализации мозговой активности. Применение МРТ имеет далеко идущие последствия в нейронауках. Это краеугольный камень в изучении мышления, в особенности после появления функциональной МРТ (фМРТ). Функциональная МРТ измеряет зависимость активизации участков мозга от повышения уровня кислорода. Технология даёт возможность строить карту ассоциативных связей между различными участками и областями мозга, в том числе выявлять новые участки и области. Благодаря фМРТ пациенты могут в режиме реального времени видеть, как их мозг реагирует на раздражители, тем самым получать визуальную обратную связь.
Компьютерная томография (КТ) является другой технологией сканирования мозга, используемой с 1970-х годов. Хотя в академической среде многие из функций КТ сегодня переходят к МРТ, первая по-прежнему используется в учреждениях здравоохранения для обнаружения активности и повреждений мозга. Используя рентген, учёные фиксируют в мозге радиоактивные метки, которые указывают на точки активности как инструмент для установления связей в мозге, а также выявляют множество травм/болезней, которые могут причинить мозгу долговременный ущерб (такие, как аневризма или рак).
Позитронно-эмиссионная томография (ПЭТ) это ещё один метод визуализации, который настроен на фиксацию маркёров, являющихся источниками позитронного излучения (таких, как глюкоза). ПЭТ применяется всё чаще, потому что позволяет выявлять процессы метаболизма: проблемные участки мозга потребляют больше глюкозы.

### Транскраниальная магнитная стимуляция
Транскраниальная магнитная стимуляция (ТМС) по сути является прямой магнитной стимуляцией мозга. Поскольку электрические токи и магнитные поля неразрывно связаны, воздействие магнитных импульсов на конкретные участки мозга позволяет получать прогнозируемый эффект. Эта область исследований в настоящее время получает большое внимание в связи с потенциальной выгодой от лучшего понимания данной технологии.

### Микрополяризация
Микрополяризация это форма нейростимуляции, использующая постоянный ток низкого напряжения, который подаётся непосредственно в интересующую зону мозга через небольшие электроды. Первоначально была разработана для помощи пациентам с повреждениями мозга, такими, как инсульты. Тем не менее, исследования по использованию микрополяризации на здоровых взрослых людях показали, что методика может увеличить когнитивные способности для решения различных задач, в зависимости от стимулируемой области мозга. Микрополяризация использовалась для улучшения языковых и математических способностей (хотя одна из её форм способна затормозить обучение математике), развития внимания, улучшения памяти и координации.

### Измерения на поверхности черепа
Электроэнцефалография (ЭЭГ) является неинвазивным методом измерения волновой активности мозга. Вокруг головы размещаются ряд электродов, которые улавливают электрические сигналы. Обычно ЭЭГ используется при работе в состоянии сна, так как существуют характерные волновые структуры, связанные с различными стадиями сна. Электроэнцефалография имеет основополагающее значение в исследовании того, как отдыхает мозг. В клинических целях ЭЭГ используются для изучения эпилепсии, а также инсульта и опухолей мозга.
Магнитоэнцефалографией (МЭГ) называется другой метод измерения активности мозга, он замеряет магнитные поля, образуемые электрическими токами в мозге. Преимущество МЭГ перед ЭЭГ заключается в том, что магнитные поля более локализованы, что позволяет лучше отслеживать реакцию различных участков мозга, а также выявлять перевозбуждение (как в случае эпилептических припадков).

### Имплантаты
Нейроимплантаты это любые устройства, используемые для контроля или регулирования деятельности мозга. В настоящее время существует несколько имплантатов, доступных для клинического применения при лечении болезни Паркинсона. Наиболее распространёнными нейроимплантатами являются глубокие стимуляторы мозга (DBS), которые используются для электростимуляции в парализованных участках мозга. Как известно, болезнь Паркинсона вызывается параличом базальных ганглий, и недавно DBS стали более предпочтительной формой для её лечения, хотя по-прежнему актуальны вопросы исследования эффективности DBS.
Нейромодулирование сравнительно новое направление, которое сочетает в себе использование нейроимплантатов и нейрохимию. В основе этого метода лежит представление о том, что мозг может регулироваться с помощью различных факторов (метаболических, физиологических, электростимуляции), действие которых способны промодулировать устройства, имплантированные в нейронную сеть. В настоящее время данный метод находится ещё в стадии исследований. Для его применения успешного необходимо создание устройств, которые вызывают как можно меньшую негативную реакцию со стороны организма. Этим занимается химия поверхности нейронных имплантатов.

### Клеточная терапия
Учёные начинают изучать возможности использования в головном мозге стволовых клеток, которые недавно были обнаружены в нескольких участках. В ходе экспериментов стволовые клетки успешно используются в мозге детей, которые пострадали от родовых травм, и у пожилых людей с дегенеративными заболеваниями. Стволовые клетки помогают побудить мозг производить новые клетки и устанавливать больше связей между нейронами.

### Фармацевтика
Фармацевтические препараты играют важную роль в поддержании химии мозга в стабильном состоянии и являются наиболее часто используемыми нейротехнологиями. Такие лекарства, как сертралин, метилфенидат и золпидем, действуют в качестве химических регуляторов мозга (для более подробной информации см. нейропсихофармакология).

### Стимуляция слабыми магнитными полями
Стимуляция с помощью слабых магнитных полей изучается сейчас как средство борьбы с депрессией в Гарвардской медицинской школе, а ранее рассматривалась Гленном Беллом, Эндрю Марино и другими исследователями.

## Технологии будущего
Будущее нейротехнологий заключается не столько в том, какие новые методы появятся, а в том, каковы будут сферы применения технологий. Так, в настоящее время фМРТ исследуется как метод противоболевой терапии. Получая обратную связь о функционировании мозга во время приступов боли, пациенты могут уменьшать болевые симптомы. Проведены исследования по тестированию эффективности фМРТ для распознавания лжи. С той же самой целью изучались возможности ЭЭГ. ТМС испытывается для создания возможных методов лечения пациентов с расстройствами личности, эпилепсией, посттравматическим стрессом, мигренью и другими расстройствами мозга. Помимо этого, сканирование с помощью ПЭТ показало 93 % точности в обнаружении болезни Альцгеймера.
Что касается стволовых клеток, исследования показали, что подавляющая часть мозга не восстанавливается либо восстанавливается очень тяжело, но в то же время некоторые части мозга обладают хорошими регенеративными способностями (особенно гиппокамп и обонятельные луковицы). Большая часть исследований центральной нервной системы посвящена поиску способов улучшить регенеративные качества мозга. Существуют методы, которые улучшают познавательные функции и способствуют увеличению количества нейронных путей, однако они не дают быстрого распространения нервных клеток в мозге. Многие учёные пытаются вживлять пациентам с травмой спинного мозга каркасы, которые способствуют росту аксонов (порций нервных клеток, способных к передаче электрических сигналов), так что у пациентов начинает возвращаться способность передвигаться или чувствовать. Потенциал технологий очень широк, в то же время многие из технологий пока пребывают в стадии лабораторных исследований. Некоторые учёные остаются скептически настроенными в отношении возможностей стволовых клеток, полагая, что у электрических протезов больше шансов на решение медицинских проблем вроде потери слуха или паралича.
Системы доставки лекарственных веществ изучаются в целях улучшения жизни тех, кто борется с расстройствами мозга и при этом не может лечиться с помощью иных методов. Мозг обладает очень сильным барьером, который предотвращает попадание в него из крови некоторых препаратов от перехода из крови в мозг. Такие заболевания, как менингит, требуют от врачей необходимости вводить лекарство напрямую в спинной мозг, потому что соответствующие препараты не могут преодолеть гемато-энцефалический барьер. Ведутся исследования новых способов проникновения препаратов в мозг через кровоснабжение, так как препарат гораздо легче впрыснуть в кровь, чем в позвоночник. Исследуются новые технологии вроде нанотехнологий с целью селективной доставки лекарств, однако они не лишены недостатков. Если частицы лекарств слишком большие, они будут утилизироваться печенью; в то же время маленькие порции не дадут лечебного эффекта. Помимо этого, необходимо учитывать размер капиллярной поры, потому что слишком крупные частицы могут заткнуть отверстие, предотвращая достаточное поступление препарата в мозг. Другим направлением является создание рецептор-опосредованного транспорта, который нейтрализует рецепторы в мозге, поддерживающие гемато-энцефалический барьер. Имеется предположение, что указанный барьер можно устранить за счёт ультразвука. Конечной целью для систем доставки лекарств является разработка метода, который максимизирует количество получаемого целевыми участками мозга препарата с минимально возможным его разрушением по пути в кровеносном русле.
Нейромодуляция используется сейчас для пациентов с двигательными нарушениями, хотя проводятся исследования в направлении того, чтобы применять эту технологию и для лечения других расстройств. Недавно было проведено исследование на тот предмет, что если DBS может помочь при депрессии, то она имеет также потенциал для терапии нескольких расстройств в мозге. Пока что распространение DBS ограничивается его высокой стоимостью. Создаётся новая версия DBS, которая развилась в новое направление под названием оптогенетика. Оптогенетика предполагает глубокую стимуляцию мозга, соединяя волоконную оптику и генотерапию. Волоконно-оптические кабели предназначены для освещения под действием электрического тока, и белок может добавляться к нейрону под влиянием световых стимулов. Нейромодуляция имеет широкий спектр применения, однако эффект от её применения часто является временным. Цель состоит в максимальном увеличении срока действия эффекта от применения DBS. Другим способом применения нейромодуляции стало бы создание нейро-компьютерных интерфейсов, позволяющих парализованным людям передавать свои мысли на экран компьютера.

## Вопросы этики

### Стволовые клетки
Этичность использования эмбриональных стволовых клеток вызвала споры в США и других странах мира. Главным преимуществом в использовании эмбриональных стволовых клеток является то, что они могут подойти к почти любому типу клеток. Открытия Синъя Яманаки в отношении новых способов создания индуцированных стволовых клеток снизили накал дискуссии. В то же время индуцированные клетки в потенциале могут привести к формированию доброкачественных опухолей, и, как правило, плохо выживают в естественных условиях (в живом теле).

### Военное применение
Новые нейротехнологии всегда использовались правительствами, от детекторов лжи и технологий виртуальной реальности до реабилитации и понимания психики. До 12 % американских солдат возвращаются из Ирака и Афганистана с посттравматическим стрессовым расстройством (ПТСР). Комбинируя фармацевтические препараты и нейротехнологии, некоторые исследователи нашли способы снижения «страха» и теоретизируют насчёт возможности применения полученных результатов в лечении ПТСР. Виртуальная реальность является ещё одной технологией, которая привлекла большое внимание военных. Она могла бы использоваться для лучшего обучения солдат.

### Приватность
Наконец, нейротехнологии могут выявить вещь, которую люди часто держат в секрете: о чём они думают. Несмотря на большие выгоды от развития нейротехнологий, учёные и политики должны задуматься о возможных последствиях для «когнитивной свободы». Данный термин важен для многих кругов, обеспокоенных целями прогресса в области нейротехнологий (см. нейроэтика). Текущие улучшения, такие, как чтение «отпечатков мыслей» или выявление лжи с помощью ЭЭГ или фМРТ, может породить целый набор неприятных ассоциаций, хотя до полного применения этих технологий остаются ещё долгие годы. Некоторые специалисты по этике обеспокоены также использованием ТМС; они опасаются, что данная технология может использоваться для изменения пациентов нежелательными способами.

### Изучение
ЮНЕСКО будет проводить конференции про проблемам нейротехнологий , 13 июля 2023 в Париже открывается конференция по этике.

### Рекомендуемая литература
- Анализ состояния и динамики мирового рынка нейротехнологий. Экспертно-аналитический доклад (pdf). РВК (2015). Дата обращения: 31 декабря 2015.
- Публичный аналитический доклад по направлению «Нейротехнологии» (pdf). Федеральный реестр экспертов научно-технической сферы. ФГБНУ НИИ РИНКЦЭ (2014). Дата обращения: 31 декабря 2015.